# Вілтон (переписна місцевість, Мен)
Вілтон (англ. Wilton) — переписна місцевість (CDP) в США, в окрузі Франклін штату Мен. Населення — 2071 особа (2020).

## Географія
Вілтон розташований за координатами 44°35′34″ пн. ш. 70°14′11″ зх. д. / 44.59278° пн. ш. 70.23639° зх. д. (44.592754, -70.236456).  За даними Бюро перепису населення США в 2010 році переписна місцевість мала площу 12,92 км², з яких 10,60 км² — суходіл та 2,33 км² — водойми.

## Демографія
Згідно з переписом 2010 року, у переписній місцевості мешкало 2198 осіб у 916 домогосподарствах у складі 581 родини. Густота населення становила 170 осіб/км².  Було 1105 помешкань (86/км²).
Расовий склад населення:
| - 95,6 % — білих - 0,9 % — азіатів - 0,8 % — чорних або афроамериканців - 0,6 % — корінних американців |

До двох чи більше рас належало 1,9 %. Частка іспаномовних становила 1,2 % від усіх жителів.
За віковим діапазоном населення розподілялося таким чином: 24,1 % — особи молодші 18 років, 60,9 % — особи у віці 18—64 років, 15,0 % — особи у віці 65 років та старші. Медіана віку мешканця становила 38,9 року. На 100 осіб жіночої статі у переписній місцевості припадало 96,2 чоловіків;  на 100 жінок у віці від 18 років та старших — 90,4 чоловіків також старших 18 років.
Середній дохід на одне домашнє господарство  становив 47 853 долари США (медіана — 38 969), а середній дохід на одну сім'ю — 53 504 долари (медіана — 40 417). За межею бідності перебувало 19,5 % осіб, у тому числі 22,2 % дітей у віці до 18 років та 9,5 % осіб у віці 65 років та старших.
Цивільне працевлаштоване населення становило 896 осіб. Основні галузі зайнятості: освіта, охорона здоров'я та соціальна допомога — 25,1 %, виробництво — 15,0 %, фінанси, страхування та нерухомість — 13,6 %.